# San Thome Basilica
San Thome Basilica (tamil: சாந்தோம் பசிலிக்கா, Cān-Tōm Pacilikkā; portugisiska: Basílica de São Tomé) är en romersk-katolsk kyrkobyggnad som tillhör den latinska riten. Kyrkan ligger i Santhome som är en stadsdel i Chennai.
Den uppfördes på 1500-talet av portugisiska upptäcktsresande, över aposteln Tomas grav. År 1893 uppfördes nuvarande kyrka av britterna med status av katedral. Den brittiska versionen är byggd i nygotisk stil, gynnad av brittiska arkitekter i slutet av 1800-talet.

## Historik
Enligt traditionen färdades Tomas, som var en av Jesu tolv apostlar, från den romerska provinsen Iudaea till södra Indien - Tamilakam -  som numera är delstaten Tamil Nadu. Han anlände år 52 och byggde ett litet kapell på platsen. Tomas predikade från år 52 fram till år 72 då han led martyrdöden på St. Thomas Mount.
San Thome Basilica är huvudkyrkan i romersk-katolska ärkestiftet av Madras och Mylapore. År 1956 lät påven Pius XII upphöja kyrkan till status mindre basilika. 11 februari 2006 utnämndes kyrkan till nationell helgedom av Indiens katolska biskopskonferens. San Thome Basilica är ett pilgrimsmål för kristna i Indien. Vid kyrkan finns även ett museum.